# Protochauliodes cascadius
Protochauliodes cascadius is een insect uit de familie Corydalidae, die tot de orde grootvleugeligen (Megaloptera) behoort. De soort komt voor in het noordwesten van de Verenigde Staten.